# Cossidae

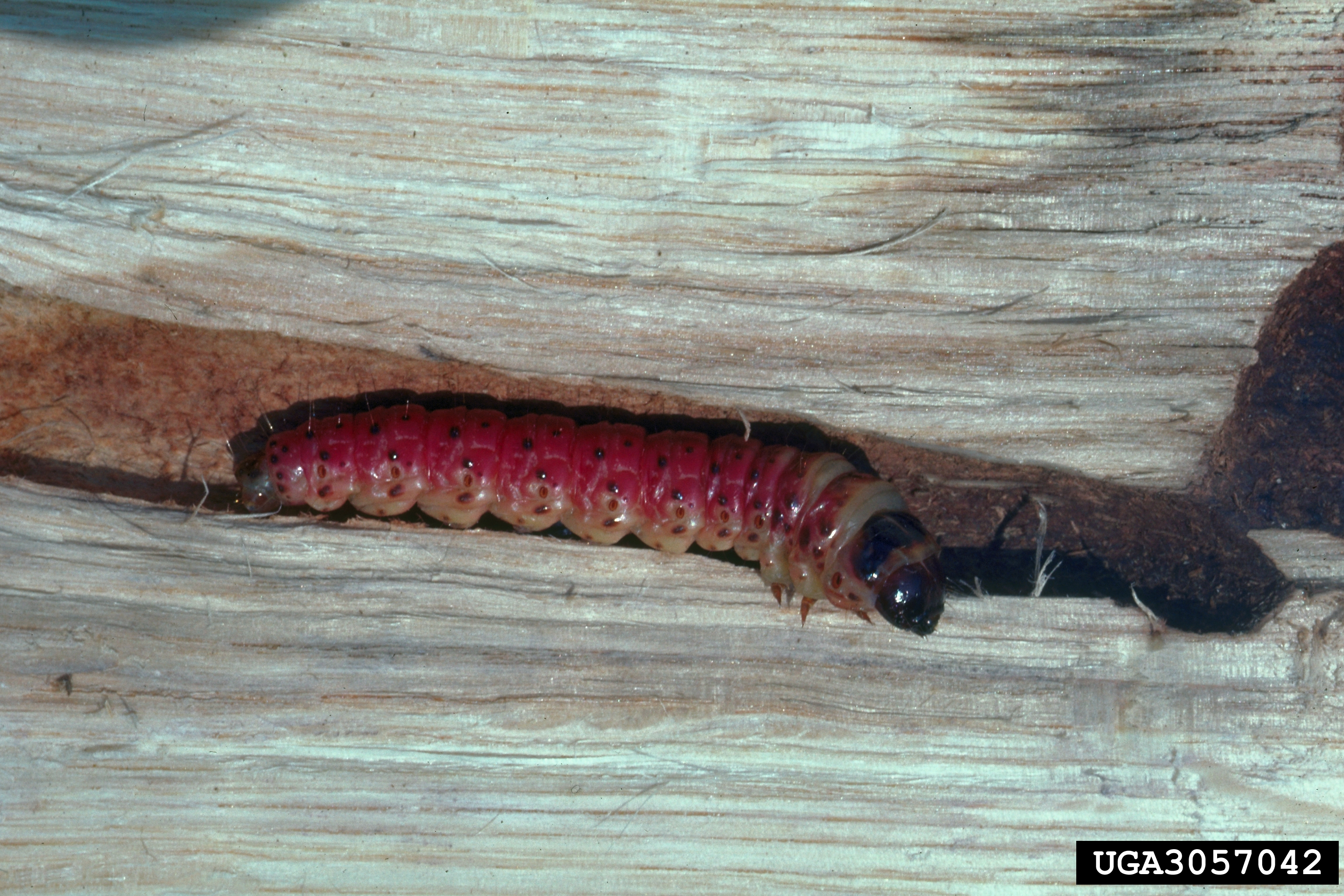
Prionoxystus robiniae, Subfamilia: Cossinae.

Cossidae  o polillas de la madera,  son una familia de lepidópteros glosados del clado Ditrysia de distribución cosmopolita. Incluye muchas especies con grandes orugas y mariposas con una envergadura de 9 a 24 cm. 
Varios autores han incluido o excluido otras familias, como las Dudgeoneidae, Metarbelidae,  Ratardidae, solo algunas de las cuales se mantienen en recientes clasificaciones. La familia incluye a las polillas de las alfombras. Muchas de las orugas tienen olores desagradables; y atacan la madera. La "bruja"  (Endoxyla leucomochla) es una de las 87 especies de cósidos de Australia.
Las orugas de algunas especies pueden tardar más de tres años en madurar, y sus pupas están en túneles. Los adultos a veces tienen alas largas y angostas, generalmente color ceniza. 

## Géneros
Antes se consideraba que tenía sies subfamilias, pero se han añadido otras seis recientemente. Además algunos géneros son incerta sedis, no pertenecen a ninguna categoría establecida.

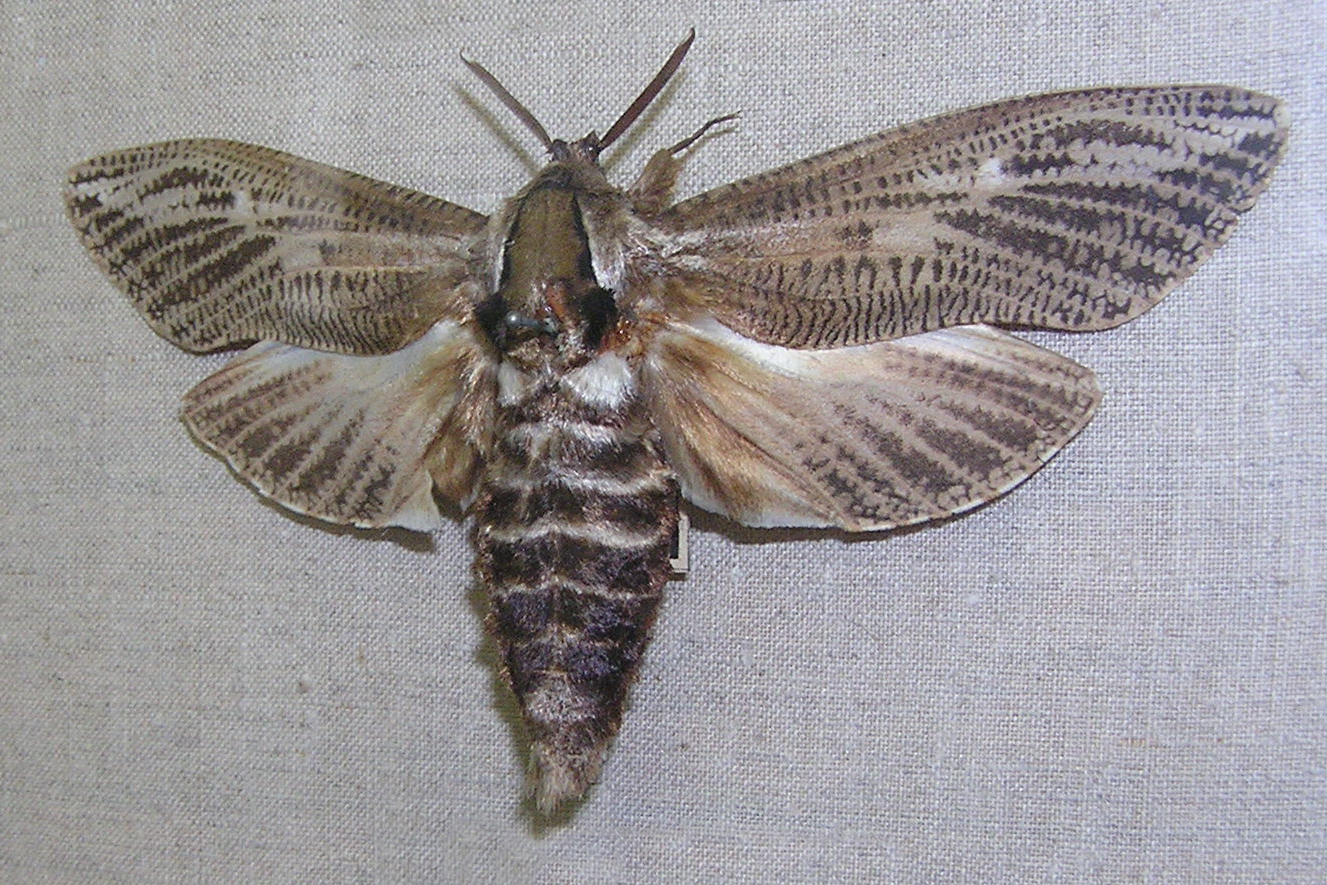
Xyleutes, subfamilia Zeuzerinae.

- Achthina
- Acossus
- Acousmaticus
- Acritocera
- Acyttara
- Adelopsyche
- Aethalopteryx
- Aethiopina
- Alcterogystia
- Allocossus
- Allocryptobia
- Allostylus
- Alophonotus
- Anastomophleps
- Andesiana
- Aramos
- Arbelodes
- Archaeoses
- Arctiocossus
- Austrocossus
- Azygophleps
- Bergaris
- Bifiduncus
- Blalia
- Brachygystia
- Brachylia
- Brephomorpha
- Brevicyttara
- Breyeriana
- Brypoctia
- Callocossus
- Callosiope
- Carohamilia
- Catarbela
- Catarbelana
- Catopta
- Catoxophylla
- Cecryphalus
- Chalcidica
- Charmoses
- Chilecomadia
- Citharalia
- Comadia
- Coryphodema
- Cossimorphus
- Cossodes
- Cossula
- Cossulus
- Cossus
- Costria
- Culama
- Degia
- Diarthrosia
- Dictyocossus
- Dieida
- Dimorphoctena
- Dolecta
- Duomitus
- Dyspessa
- Dyspessacossus
- Eburgemellus
- Encaumaptera
- Endoxyla
- Engyophlebus
- Eogystia
- Eremocossus
- Eugivira
- Eulophonotus
- Fania
- Givarbela
- Givira
- Gurnetia
- Hamilcara
- Hemilipia
- Hermophyllon
- Heterocoma
- Hirtocossus
- Holcocerus
- Hollandella
- Hypopta
- Idioses
- Indarbela
- Inguromorpha
- Isoceras
- Isocossus
- Lamellocossus
- Langsdorfia
- Lebedodes
- Lentagena
- Macrocossus
- Macrocyttara
- Marshalliana
- Meharia
- Mekla
- Melanocossus
- Melanostrigus
- Melisomimas
- Metarbela
- Metarbelodes
- Miacora
- Mormogystia
- Morpheis
- Neocossus
- Neostygia
- Newelskoia
- Nomima
- Oreocossus
- Ortharbela
- Pachyphlebius
- Panau
- Paracossulus
- Paracossus
- Parahypopta
- Paralebedella
- Paralophonotus
- Paropta
- Pecticossus
- Pectitinea
- Pettigramma
- Philanglaus
- Philiodoron
- Phragmacossia
- Phragmataecia
- Phragmatoecioides
- Planctogystia
- Pomeria
- Prionoxystus
- Pseudozeuzera
- Pseudurgis
- Psychidarbela
- Psychidocossus
- Psychogena
- Psychonoctua
- Ptilomacra
- Puseyia
- Rapdalus
- Ratarda
- Ravigia
- Relluna
- Rethona
- Rhizocossus
- Rhizona
- Rugigegat
- Saalmulleria
- Salagena
- Schausiania
- Schausisca
- Schreiteriana
- Semagystia
- Shisa
- Sinicossus
- Skeletophyllon
- Squamicapilla
- Squamura
- Stenagra
- Strigocossus
- Strigoides
- Stygia
- Stygioides
- Subarchaeopacha
- Sumatratarda
- Surcossus
- Sympycnodes
- Synaptophleps
- Tarsozeuzera
- Teragra
- Theatrista
- Toronia
- Trigena
- Trigonocyttara
- Trismelasmos
- Voousia
- Westia
- Xyleutes
- Xyleutites
- Xylocossus
- Xyrena
- Zesticodes
- Zeuzera
- Zeuzeropecten
- Zeuzerops
- Zyganisus